# Firmicus campestratus
Firmicus campestratus es una especie de araña cangrejo del género Firmicus, familia Thomisidae.

## Distribución
Esta especie se encuentra en África Occidental y Congo.